# 武陽故城遺址
武陽故城遺址位於四川省眉山市彭山縣，文物遺址年代判定為西漢。2007年6月1日公佈為四川省第七批文物保護單位。